# Fleur des blés
Fleur des blés est une mélodie pour voix et piano de Claude Debussy composée en 1881 sur un poème d'André Girod.

## Présentation
Fleur des blés, à l'incipit « Le long des blés que la brise fait onduler », est composé début 1881, sur un texte d'André Girod.
La mélodie est dédiée à Mme Émile Deguingand, élève du cours Moreau-Santi, où Debussy était accompagnateur, qui était âgée de vingt-huit ans en 1880 et était la seconde femme d'un notaire de Chatou.
La partition est publiée par Veuve E. Girod (dépôt légal, 1891), avec titre illustré par Ernest Buval, puis par les éditions Alphonse Leduc (dépôt légal, 1921) d'après les mêmes planches.
La durée moyenne d'exécution de la pièce est de deux minutes environ.
Dans le catalogue des œuvres du compositeur établi par le musicologue François Lesure, Fleur des blés porte le numéro L 16 (7).

## Discographie
- Debussy Songs vol. 1, Christopher Maltman (en) (baryton), Malcolm Martineau (piano), Hyperion Records CDA67357, 2003.
- Claude Debussy : intégrale des mélodies, 4 CD, Liliana Faraon et Magali Léger (sopranos), Marie-Ange Todorovitch (mezzo-soprano), Gilles Ragon (ténor), François Le Roux (baryton), Jean-Louis Haguenauer (piano), Ligia Digital, 2014[3],[4].
- Claude Debussy : The complete works, CD 21, Elly Ameling (soprano), Dalton Baldwin (piano), Warner Classics, 2018[5].